# Ryosuke Okuno
Ryosuke Okuno (奥野 僚右 Okuno Ryosuke?), född 13 november 1968 i Kyoto prefektur, är en japansk före detta fotbollsspelare.
Okuno började sin karriär 1993 i Kashima Antlers. Han spelade 185 ligamatcher för klubben. Med Kashima Antlers vann han japanska ligan 1996, 1998, japanska ligacupen 1997 och japanska cupen 1997. Efter Kashima Antlers spelade han för Kawasaki Frontale, Sanfrecce Hiroshima och Thespa Kusatsu. Han avslutade karriären 2003.